# 腓特烈·威廉三世
腓特烈·威廉三世（德語：Friedrich Wilhelm III，1770年8月3日—1840年6月7日），或译弗里德里希·威廉三世，霍亨索伦王朝的普鲁士国王和末代布蘭登堡選侯（1797年11月16日—1840年6月7日在位）。
他还创作了军乐《普鲁士检阅进行曲》（Preußischer Präsentiermarsch）。

## 早年生活
腓特烈·威廉三世是普鲁士国王腓特烈·威廉二世与黑森-达姆施塔特公主弗蕾德里克·路易丝的长子，1770年8月3日生於波茨坦。在他幼年时，他父亲正与情妇威廉敏妮·冯·利希特瑙（Wilhelmine Enke, Gräfin von Lichtenau）打的火热，将小腓特烈·威廉交给家庭教师抚养。他常在腓特烈二世时代的老兵汉斯·冯·布伦蒙塔尔伯爵（Hans Graf von Blumenthal）的领地帕雷茨生活，与汉斯的儿子一起长大。腓特烈·威廉在帕雷茨的生活非常开心，以至他长大后买下了这块领地。腓特烈·威廉是个忧郁的人，个性优柔寡断，虔诚忠实。
腓特烈·威廉青年时代加入了普鲁士军队，1784年成为中尉，1790年晋升上校。他参加了1792年至94年的反法战争。
1797年11月16日，腓特烈·威廉的父亲去世，他继位成为普鲁士国王。

## 反法战争和拿破仑战争

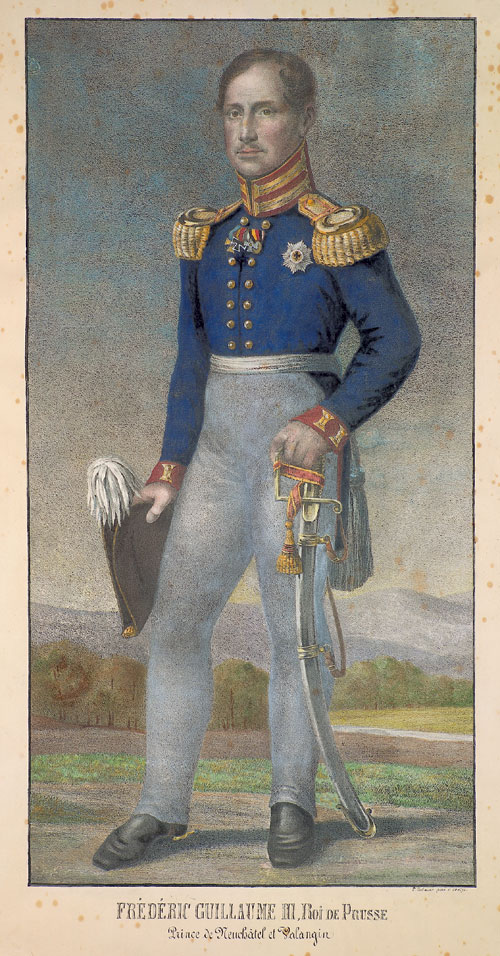
普鲁士国王腓特烈·威廉三世

成为国王后的腓特烈·威廉三世在第二次反法同盟中保持中立，普鲁士在欧洲的威望下降。1803年，普鲁士的中立立场使他得到了希尔德斯海姆和帕德博恩教区、明斯特教区的一部分、美因茨选侯国的艾希斯菲尔德、爱尔福特等地。1805年8月24日，腓特烈·威廉三世与法国皇帝拿破仑签定条约，法国将汉诺威让给普鲁士，普鲁士保持在未来战争中的中立态度。俄罗斯曾诱劝普鲁士加入反法同盟，但腓特烈·威廉三世由于对拿破仑的恐惧和汉诺威的诱惑没有出兵。奥斯特里茨战役后，奥地利帝國戰败，神圣罗马帝国瓦解，拿破仑建立了依附于法国的莱茵联邦，这威胁到了普鲁士的利益，引起了普鲁士的不安。

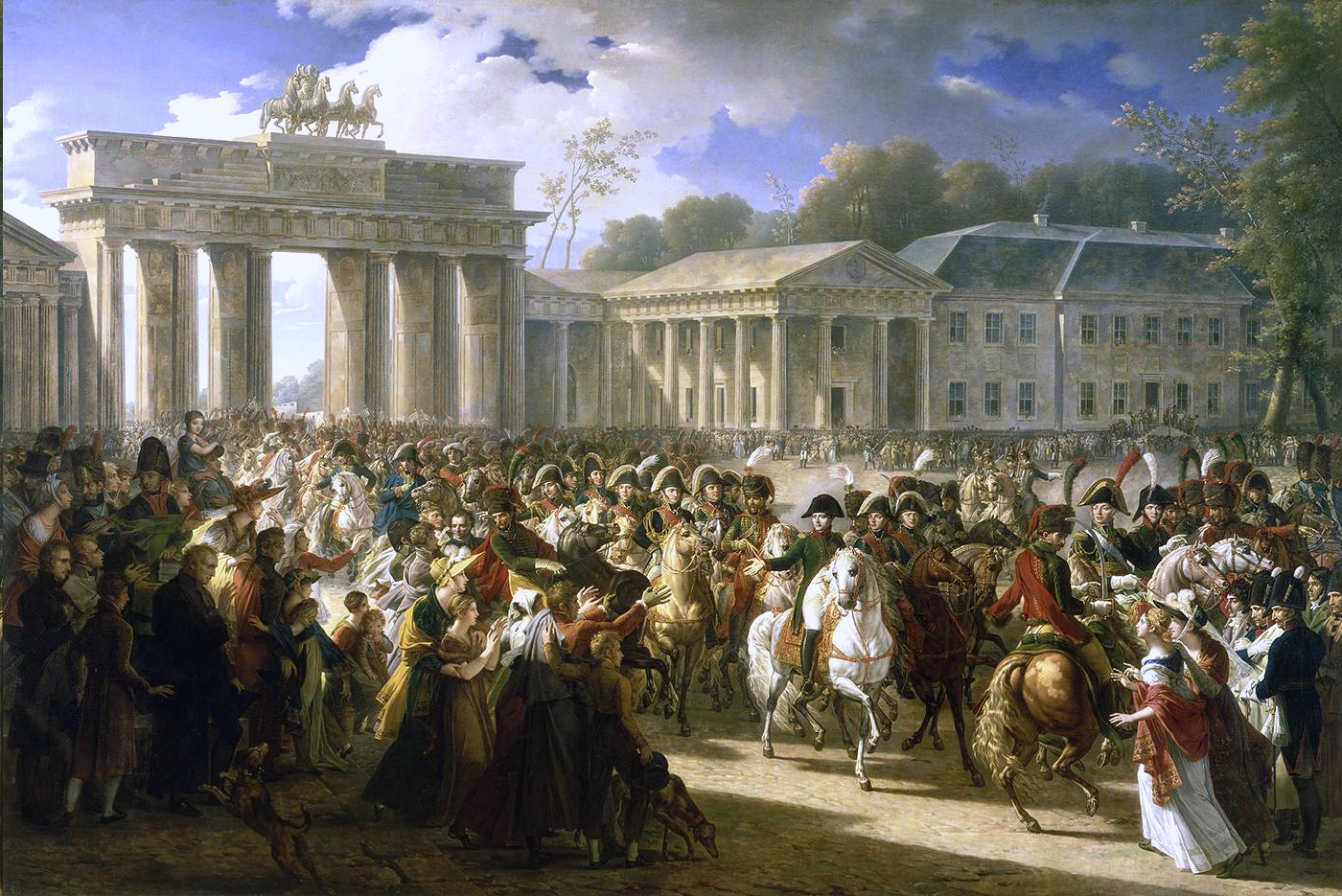
拿破仑进驻柏林，1806年10月27日

由于拿破仑在与英国和谈中表示出将汉诺威归还英国的想法，普鲁士宫廷感觉受到了欺骗，反法情绪高涨。1806年7月25日，普鲁士与俄罗斯签订条约，第四次反法同盟形成。在1806年10月的耶拿-奥厄施塔特战役中，普鲁士军队由于武器落后、战术保守、动作迟缓，几乎全军覆没，连普军总司令不伦瑞克-沃尔芬比特尔公爵卡尔·威廉·斐迪南也光荣牺牲。10月27日，拿破仑进驻柏林，普鲁士王室逃亡东普鲁士，受到俄罗斯沙皇亚历山大一世的保护。
1807年6月弗里德兰战役后，法军占领了整个普鲁士王國。7月9日普法签订提尔西特和约，普鲁士割让16万平方公里土地，包括普属波兰的绝大部分领土（第二次、第三次瓜分波兰所得，以及第一次瓜分波兰所得领土的南半部），以及易北河以西的全部领土，并赔款1.3亿法郎。普鲁士王国只剩下了“旧普鲁士”、勃兰登堡、波美拉尼亚和西里西亚四个省。易北河以西的领土被拿破仑整合为威斯特法伦王国，他的弟弟热罗姆成为国王；普属波兰成为华沙公国。
1812年，普鲁士出兵2万助法国入侵俄罗斯。同年底，法国在俄罗斯惨败，普俄签署停战协议，
次年3月普鲁士对法开战。俄罗斯、普鲁士、英国、瑞典、西班牙、葡萄牙结成第六次反法同盟。普鲁士将军格布哈德·冯·布吕歇尔在战争中起到了重要作用。莱比锡战役联军胜利后，普军直指巴黎，在受到几次挫败后1814年3月31日联军进驻巴黎。在次年拿破仑百日复辟后，各国结成第七次反法同盟。布吕歇尔与英军统帅威灵顿公爵阿瑟·韦尔斯利在滑铁卢战役中将拿破仑彻底打败。
维也纳会议使普鲁士重新得到拿破仑战争失去的领土，但在瓜分萨克森时，与其他列强发生分歧，几乎与英、法、奥发生战争，后来达成了妥协。普鲁士得到了三分之二的萨克森领土和莱茵河沿岸的土地，而将波兰让给俄罗斯。普鲁士成为德意志邦联内德语居民占优势的唯一强国，以及欧洲列强之一。

## 普鲁士的改革

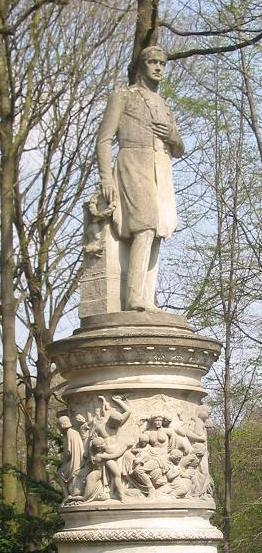
腓特烈·威廉三世的雕像

1806年普鲁士在耶拿和奥厄施塔特惨败后，普鲁士首相卡尔·施泰因男爵（Heinrich Friedrich Karl Reichsfreiherr vom und zum Stein）开始推行改革，其措施包括让公民参与政治以唤醒其民族主义情感；释放农奴；实行地方自治；改组中央政府机构等。
施泰因在拿破仑的压力下被解职后，卡尔·奥古斯特·冯·哈登堡侯爵于1810年继承了他的改革事业。他宣布工商业自由、取消行会特权等。另外格哈德·冯·沙恩霍斯特将军开始对普鲁士军队进行改革，设立了国防部和总参谋部，并发布了《普遍兵役制》。
威廉·馮·洪堡对普鲁士的教育进行了改革，他重新改革了普魯士引以為傲的義務教育制度，讓所有階層的子女都有相同的機會接受教育；创建了柏林大學。此后，布雷斯劳大学、波恩大学陆续建立。
腓特烈·威廉三世曾对从拿破仑占领下的哈勒大学逃出来的教授们讲到：“这个国家必须用它精神上的力量来弥补它物质上的损失。正是因为贫穷，所以要办教育。我还从未听说过一个国家是因为办教育而办穷了的，办亡国了的。教育不仅不会使国家贫穷，恰恰相反，教育是摆脱贫困的最好手段！”国王甚至喊出了这样的口号：“大学是科学工作者无所不包的广阔天地，科学无禁区，科学无权威，科学自由！”
教育改革为普鲁士迟到的工业化飞速发展奠定了雄厚的科学技术人才基础，成为普鲁士重新崛起的动力。

## 晚期统治
拿破仑战争后，腓特烈·威廉三世的统治变得保守，奥地利外交部长克萊門斯·梅特涅对他有一定影响。他不仅没有实现给普鲁士一部宪法的诺言，还强烈制止立宪运动。作为神圣同盟的一员，普鲁士出兵镇压了西班牙、意大利、波兰等地的革命。他在位的最后25年里，普鲁士受限於外部俄奧聯盟的規範（1818年亞琛會議上挫敗），以及內部離心力量的影響（西部大量的天主教城市抗拒新教國策），国势渐弱。
腓特烈·威廉三世于1840年6月7日在柏林去世，终年69岁。

## 婚姻与子女

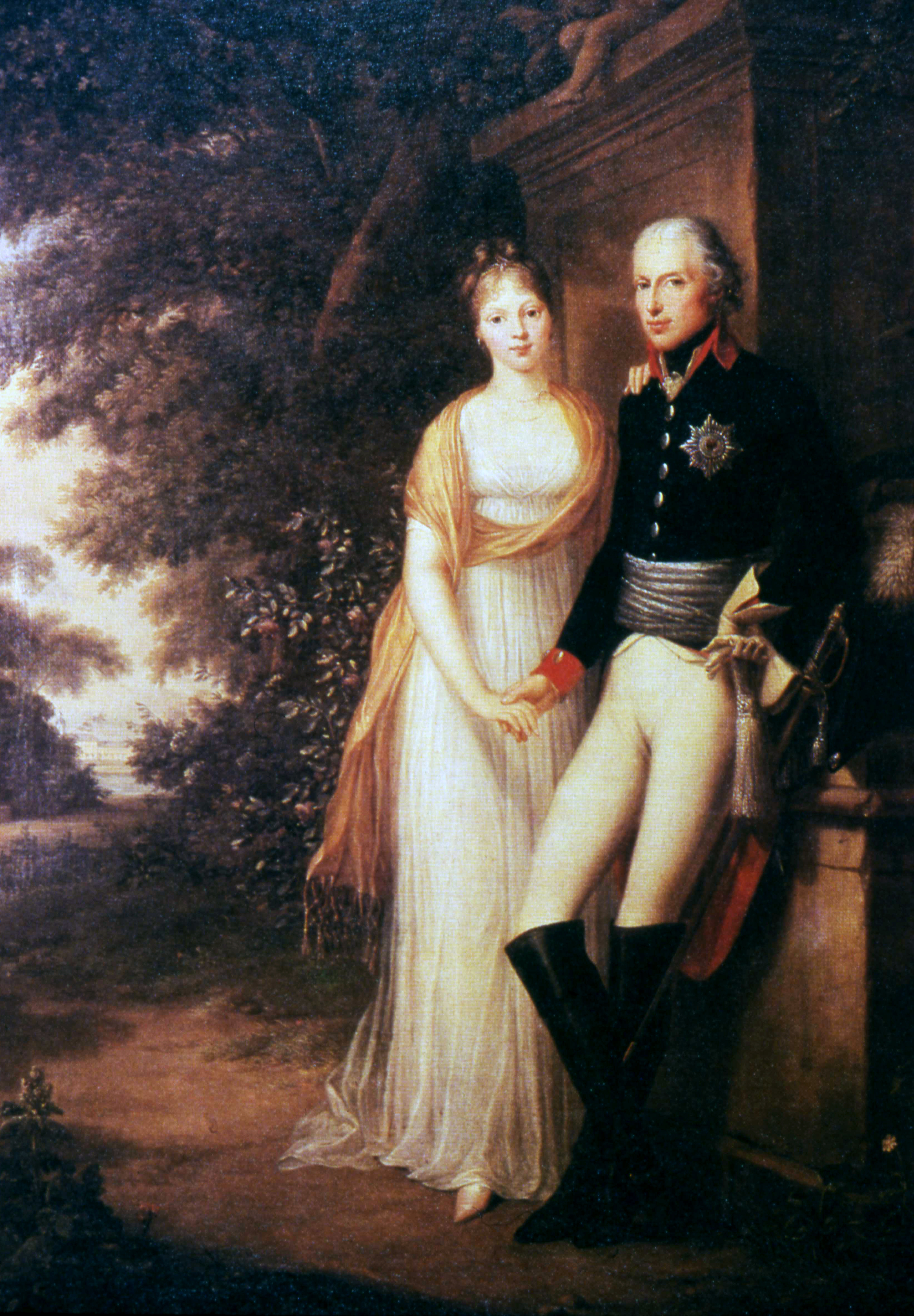
腓特烈·威廉三世与王后路易丝

腓特烈·威廉三世在1793年12月24日与梅克伦堡-施特雷利茨公爵卡尔二世的第三女路易丝·奥古斯塔·威廉明妮·阿玛莉埃（Luise Auguste Wilhelmine Amalie，1776年3月10日—1810年7月19日）结婚，有五子四女：
- 长子腓特烈·威廉（Friedrich Wilhelm，1795年10月15日—1861年1月2日），继位成为普鲁士国王。1823年与巴伐利亚王国的伊丽莎白·盧多維卡结婚，无嗣。
- 次子威廉·路德维希（Wilhelm Ludwig，1797年3月22日—1888年3月9日），1861年成为普鲁士国王，1871年成为德意志帝國皇帝。
- 长女弗蕾德里克·路易丝·夏洛特·威廉明妮（Friederike Luise Charlotte Wilhelmine，1798年7月13日—1860年11月1日），1817年与俄罗斯帝国的尼古拉·巴甫洛维奇大公（未来的俄皇尼古拉一世）结婚，改信东正教并改名亚历山德拉·费奥多罗芙娜（Александра Фёдоровна），后成为俄罗斯帝国的皇后。
- 次女弗蕾德里克·奥古斯塔·卡羅琳·阿玛莉埃（Friederike Auguste Karoline Amalie，1799年10月14日—1800年3月30日），夭折
- 三子腓特烈·卡尔·亚历山大（Friedrich Karl Alexander，1801年6月29日—1883年1月21日），1827年与薩克森-魏瑪-艾森納赫的瑪麗公主結婚。
- 三女弗蕾德里克·威廉明妮·亞歷山德琳·玛麗·海伦（Friederike Wilhelmine Alexandrine Marie Helene，1803年2月23日—1892年4月21日），1822年嫁给梅克倫堡-施威林的保罗·腓特烈。
- 四子斐迪南·腓特烈·尤利乌斯·利奥波德（Ferdinand Friedrich Julius Leopold，1804年10月13日—1806年4月1日），夭折
- 四女路易丝·奥古斯塔·威廉明妮·阿玛莉埃（Luise Auguste Wilhelmine Amalie，1808年2月1日—1870年12月6日），1825年嫁给荷兰国王威廉一世的次子弗雷德里克王子。
- 五子腓特烈·海因里希·阿尔布雷希特（Friedrich Heinrich Albrecht，1809年10月4日—1872年10月14日），1830年与荷兰国王威廉一世的女儿瑪麗安妮结婚，有一子三女。

腓特烈·威廉三世在1824年续娶了奥古斯塔·冯·哈拉赫女伯爵（Auguste Gräfin von Harrach）为第二任妻子，并封她为利格尼茨女亲王（Fürstin von Liegnitz），二人没有子嗣。